# 발생주의
발생주의(發生主義)는 현금주의 회계와 상반된 개념으로, 현금의 흐름과 독립적으로 수익은 실현되었을 때, 비용은 발생했을 때 인식한다. 현금주의 회계는 수익과 비용을 현금의 흐름에 따라 인식한다. 즉, 수익을 현금을 수입할 때에, 비용을 현금을 지출할 때에 인식한다. 그러나 이 인식기준을 단순히 적용하면 기간손익계산은 매우 불합리하게 된다. 그러므로 오늘날 기업회계는 현금주의보다도 발생주의에 의한다. 발생주의에 의하면 수익의 인식이란 재고자산·서비스를 구매자나 수요자에게 인도할 때, 즉 재고자산 등을 현금이나 그 등가물(채권)과 교환할 때에 행하며, 비용의 인식은 기업이 물품·노동·서비스를 이용·소비할 때, 또는 기업 자산이 그 유용성·수익획득 능력을 상실할 때에 행하고, 지출·소비가 장래에 그 효과를 미칠 때에는 비용의 견적이 행해진다. 이와 같이 발생주의 회계는 매매(賣買)라든가 이용·소비라는 경제적 사상에 따라 수익·비용을 인식하는 것이다.